# Воскресеновка (Асекеевский район)
Воскресеновка — село в Асекеевском районе Оренбургской области. Входит в состав Алексеевского сельсовета.

## География
Село расположено недалеко от районного центра — Асекеева.
Часовой пояс
Село Воскресеновка как и вся Оренбургская область, находится в часовой зоне МСК+2. Смещение применяемого времени относительно UTC составляет +5:00.

## Население
| 2010 |
| ---- |
| 29   |